# Квантовый метод Монте-Карло
Квантовые методы Монте-Карло — большая семья методов, для исследования сложных квантовых систем. Одна из главных задач — обеспечить надёжное решение (или достаточно точное приближение) квантовой задачи многих тел. Различные варианты этого метода имеют общую особенность: они используют метод Монте-Карло для вычисления многомерных интегралов, возникающих в различных формулировках задачи многих тел. Квантовые методы Монте-Карло позволяют описывать сложные эффекты многих частиц, зашифрованные в волновой функции, выходя за рамки теории среднего поля и предлагая в некоторых случаях точные решения задачи многих тел. В частности, существует численно точный и полиномиальный масштабируемый алгоритм точного изучения статических свойств системы бозонов без геометрической фрустрации. Для фермионов не известно таких алгоритмов, но существуют отдельно алгоритмы, которые дают очень хорошие приближения их статических свойств, и отдельно квантовые алгоритмы Монте-Карло, которые численно точны, но экспоненциально масштабируемы.

## Введение
В принципе любая физическая система описывается уравнением Шрёдингера для многих частиц, если только частицы не двигаются слишком быстро (то есть чтобы их скорость оставалась малой по сравнению со скоростью света, и релятивистскими эффектами можно было пренебречь). Это требование выполняется для широкого круга электронных задач в физике конденсированных сред, в Бозе-Эйнштейновском конденсате и в сверхтекучих жидкостях вроде жидкого гелия. Умение решать уравнения Шрёдингера для заданной системы позволяет предсказывать её поведение и имеет важные приложения во многих областях науки, начиная с материаловедения и заканчивая сложными биологическими системами. Сложность в том, что решения уравнения Шрёдингера требует знания многочастичной волновой функции в многомерном гильбертовом пространстве, размер которой, как правило, растёт экспоненциально при увеличении числа частиц.
Решение для большого числа частиц в основном невозможно за разумное время, даже для современных параллельных вычислений. Традиционно используются приближения многочастичных антисимметричных функций, составленных из одночастичных молекулярных орбиталей, что сводит задачу решения уравнения Шрёдингера к форме, с которой можно работать. Формулировка такого рода имеют несколько недостатков. Они либо ограничиваются учётом квантовых корреляций, например метод Хартри-Фока, или сходятся очень медленно, как в случае применения конфигурационных взаимодействий в квантовой химии.
Квантовые методы Монте-Карло открывает путь к непосредственному изучению многочастичных задач и многочастичных волновых функций без этих ограничений. Наиболее совершенные квантовые методы Монте-Карло дают точные решения многочастичных задачи системы бозонов без фрустраций, одновременно с приближенным, но как правило корректным описанием систем фермионов со взаимодействием. Большинство методов имеют целью нахождение волновой функции основного состояния системы, за исключением методов Монте-Карло для интегралов по траекториям и метода Монте-Карло для конечных температур, которые используются для вычисления матрицы плотности. Кроме стационарных задач можно решать также зависящее от времени уравнение Шрёдингера, хотя лишь приближено, ограничивая функциональную форму зависимой от времени волновой функции. Для этого разработан зависящий от времени вариационный метод Монте-Карло. С точки зрения теории вероятности вычисления ведущих собственных значений и соответствующих им волновых функций основного состояния опирается на численное решение задачи интегралов вдоль траекторий Фейнмана-Кака. Математическая база модели поглощения частиц Фейнмана-Кака, секвенционного метода Монте-Карло и интерпретаций среднего поля заложена в работах.
Существует несколько квантовых методов Монте-Карло, в каждом из них Монте-Карло используется для решения задачи многих тел различными способами.

## Методы

### Нулевая температура (только основное состояние)
- Вариационный метод Монте-Карло: неплохой исходный пункт; используется при решении широкого круга различных квантовых задач.
- Диффузный метод Монте-Карло: самый популярный высокоточный метод для системы электронов (то есть, для химических расчётов), поскольку он сравнительно эффективно сходится к точному значению энергии основого состояния. Используется также для воспроизведения квантовой поведения атомов и тому подобное.
- Рептационный метод Монте-Карло: современный метод вычислений при нулевой температуре, связанный с интегралами по траекториям, область применения та же что и диффузионного метода Монте-Карло, но предположения другие, поэтому преимущества и недостатки отличаются. Рептация — термин из физики полимеров, описывает переползания длинных цепочек змейкой.
- Гауссов квантовый метод Монте-Карло
- Нахождение основного состояния через интегралы вдоль траекторий: в основном используется для системы бозонов; для тех где физические наблюдаемые величины можно вычислить точно, то есть с произвольно малой погрешностью.

### Ненулевые температуры (термодинамика)
- Метод Монте-Карло вспомогательного поля: в основном применяется для задач, определённых на решётке, хотя существуют новые работы, которые применяют этот метод к электронам в химических системах.
- Квантовый метод Монте-Карло с непрерывным временем.
- Детерминантный квантовый метод Монте-Карло или Квантовый метод Монте-Карло Хирша-Фая
- Гибридный квантовый метод Монте-Карло
- Квантовый метод Монте-Карло через интегралы вдоль траекторий: методика вычислений при ненулевых температурах, которую в основном используют для систем, где температурные эффекты имеют большое значение, в частности для сверхтекучего гелия.
- Стохастический алгоритм для функции Грина[9]: алгоритм, сконструированный для бозонов, моделирует определённый на решетке гамильтониан любой сложности, если только в нём нет проблемы со знаком.
- Квантовый метод Монте-Карло мировых линий.

### Динамика реального времени (замкнутые квантовые системы)
- Времязависимый вариационный квантовый метод Монте-Карло: расширение вариационного метода Монте-Карло на динамику чистых квантовых состояний.

## Проекты и программные продукты
- ALF
- ALPS Архивировано 18 мая 2016 года.
- CASINO Архивная копия от 8 июня 2015 на Wayback Machine
- CHAMP Архивная копия от 6 августа 2017 на Wayback Machine
- Monte Python Архивная копия от 25 октября 2012 на Wayback Machine
- PIMC++
- pi-qmc Архивная копия от 14 июля 2012 на Wayback Machine
- QMcBeaver Архивная копия от 11 июля 2017 на Wayback Machine
- QmcMol
- QMCPACK Архивная копия от 28 ноября 2019 на Wayback Machine
- Qumax
- Qwalk Архивная копия от 4 февраля 2020 на Wayback Machine
- TurboRVB Архивная копия от 18 апреля 2017 на Wayback Machine
- Zori